# 部落問題研究者の一覧
部落問題研究者の一覧（ぶらくもんだいけんきゅうしゃのいちらん）
- 秋定嘉和-近代部落史 日本共産党の国民的融合論提唱以前から、部落差別の市民的解消の可能性を主張 多数の部落史関連資料集編纂に従事した。
- 朝治武 斬新な視角から近代部落史研究で注目される
- 網野善彦-中世史家。『中世の非人と遊女』など。
- 池田寛-元大阪大学人間科学部教授。同和教育の研究者。『学力と自己概念』（2000年）、『地域の教育改革』（2000年）、『人権教育の未来』（2005年）など。2004年没。
- 石元清英-関西大学社会学部。部落の実地研究。
- 井上清-戦後間もなくの時期から活躍した日本近代史研究の権威。部落史研究にも積極的に関わり、解放運動史の定本を作った。
- 今西一-小樽商科大学教授。江戸⇒明治の過渡期研究
- 上杉聰-部落の中世起源説支持者 解放令研究で名を挙げる
- 内田龍史-差別と共生の社会学
- 遠藤隆吉-戦前の社会学者、教育者。主著に『日本我』がある。
- 沖浦和光-部落史全般に関して幅広く発言
- 奥田均-社会学者。近畿大学 人権問題研究所 特任教授。部落問題を中心に、差別問題・人権課題についての研究をしている[1]。
- 川村善二郎-日本近代史研究会、近代部落史研究会会員 戦後間もなくの時期、東大在学中に朝熊部落（三重県伊勢市）に縁ができ、朝熊闘争の研究をライフワークとする
- 菊池山哉-在野の郷土史家。被差別部落民を日本の先住民族の後裔と論じた。『穢多族に関する研究』(1923年)、『先住民族と賤民族の研究』(1927年)、『長吏と特殊部落』(1953年)、『日本の特殊部落』(1961年)。
- 北口末広-近畿大学教授
- 黒川みどり-静岡大学教授 近現代部落史研究 主に三重県を研究対象とする
- 喜田貞吉-戦前の代表的研究者。『特殊部落研究』
- 鈴木良-70年代から80年代前半くらいまで、近代部落史研究をリードした
- 関口寛-四国大学専任講師 新進気鋭の近代部落史研究者
- 高橋貞樹-戦前の代表的研究者。『特殊部落一千年史』は水平運動黎明期の記念碑的名著。岩波文庫から『被差別部落一千年史』と改題されて出版されたため、岩波書店の姿勢に一部研究者から批判の声が上がった。
- 塚田孝-大阪市立大学教授 日本近世史専攻 近世都市史研究、身分制研究の第一人者
- 寺木伸明-桃山学院大学文学部長。近世部落史研究
- 中尾健次-大阪教育大学教授
- 長尾彰夫-大阪教育大学学長。同和教育の研究者。教育方法学。
- 灘本昌久-京都産業大学教授 京都部落史研究所で「京都の部落史」編纂事業に携わる
- 奈良本辰也-日本近世史 部落問題研究所所長を長く務める 1961年の「部落解放の展望」（いわゆる「奈良本論文」）は、解放理論史上、重要な位置を占める
- 成澤榮壽-部落問題に幅広く発言 部落問題研究所理事長を務めた 父は、有名な融和運動家の成澤英雄
- 布川弘-広島大学。戦前の神戸のスラム研究
- 野口道彦
- 畑中敏之-立命館大学教授 日本近世史専攻 部落問題研究所の代表的研究者だったが、内部で批判を受け、独自の道を歩みだす
- 原田伴彦-日本近世史 部落問題研究所の内部対立から同研究所を去り、部落解放研究所の初代所長となった。著書『被差別部落の歴史』（朝日選書）は、最も広く読まれた部落史の概説書
- 福岡安則-埼玉大学の社会学者 日本解放社会学会の中心メンバーの一人
- 藤田敬一-岐阜大学教育学部教授を務めた。中国史研究の傍ら、京都大学在学中から部落解放運動にも深く関わる。『同和はこわい考』（1987年）刊行時には、当時の解放同盟中央から批判を受け、事実上の禁書処分となったが、『こわい考通信』や月刊誌『こぺる』を通じて発言を継続している。
- 藤谷俊雄-奈良本辰也、原田伴彦らが去った後の部落問題研究所の立て直しに尽力
- 藤野豊-富山国際大学教授 近現代部落史、ハンセン病研究などの見地から、日本近現代史を問い直す
- 本田豊-東京都立大学 (1949-2011)。『江戸の部落』
- 馬原鉄男-（1930-92）部落問題研究所で長く中心的役割を果たす 主著『日本資本主義と部落問題』の基調が、自身の所属する日本共産党によって突然否定されたために、同書を自ら絶版処分に付すという悲劇もあった。
- 峯岸賢太郎-東京都立大学 (1949-2011)教授 日本近世史 身分制の研究に功績
- 村越末男
- 師岡佑行-長らく京都部落史研究所を主宰 代表的著書に『戦後部落解放論争史』全5巻 2006年6月、沖縄で急死
- 脇田修-大阪大学教授、部落問題研究所主任研究員を長く務める 日本近世史専攻
- 脇田晴子-鳴門教育大学教授を長く務めた 日本中世史研究に斬新な視角を提起
- 渡部徹-戦後間もなくの時期から、京都大学人文科学研究所教授として近代社会運動史研究に多くの業績を挙げる。部落解放研究所設立に尽力し、日本共産党との距離を基準にした部落解放運動史研究のあり方の見直しを提言した。